# Ariel voor beste film
De Ariel voor beste film (Spaans: Mejor película) is een van de Ariel Filmprijzen, en wordt sinds 1947 uitgereikt. Onderstaande lijst bevat de winnaars en genomineerden sinds 2000. De winnaar is als eerste weergegeven, gevolgd door de andere genomineerden.
| Jaar                | Film                                                               | Regisseur                                           |
| ------------------- | ------------------------------------------------------------------ | --------------------------------------------------- |
| 2000 (42ste editie) | La ley de Herodes                                                  | Luis Estrada                                        |
| 2000 (42ste editie) | Del olvido al no me acuerdo                                        | Juan Carlos Rulfo                                   |
| 2000 (42ste editie) | Rito terminal                                                      | Óscar Urrutia Lazo                                  |
| 2001 (43ste editie) | Amores perros                                                      | Alejandro González Iñárritu                         |
| 2001 (43ste editie) | Nadie te oye: Perfume de violetas                                  | Maryse Sistach                                      |
| 2001 (43ste editie) | Su alteza serenísima                                               | Felipe Cazals                                       |
| 2002 (44ste editie) | Cuentos de hadas para dormir cocodrilos                            | Ignacio Ortiz                                       |
| 2002 (44ste editie) | De la calle                                                        | Gerardo Tort                                        |
| 2002 (44ste editie) | El gavilán de la sierra                                            | Juan Antonio De La Riva                             |
| 2003 (45ste editie) | El crimen del padre Amaro                                          | Carlos Carrera                                      |
| 2003 (45ste editie) | Aro Tolbukhin - En la mente del asesino                            | Isaac P. Racine, Agustí Villaronga, Lydia Zimmerman |
| 2003 (45ste editie) | Ciudades oscuras                                                   | Fernando Sariñana                                   |
| 2004 (46ste editie) | El misterio del Trinidad                                           | José Luis García Agraz                              |
| 2004 (46ste editie) | Japón                                                              | Carlos Reygadas                                     |
| 2004 (46ste editie) | Mil nubes de paz cercan el cielo, amor, jamás acabarás de ser amor | Julián Hernández                                    |
| 2005 (47ste editie) | Temporada de patos                                                 | Fernando Eimbcke                                    |
| 2005 (47ste editie) | Voces inocentes                                                    | Luis Mandoki                                        |
| 2005 (47ste editie) | Manos libres                                                       | José Buil                                           |
| 2006 (48ste editie) | Mezcal                                                             | Ignacio Ortiz                                       |
| 2006 (48ste editie) | Las vueltas del citrillo                                           | Felipe Cazals                                       |
| 2006 (48ste editie) | Noticias Lejanas                                                   | Ricardo Benet                                       |
| 2007 (49ste editie) | El laberinto del fauno                                             | Guillermo del Toro                                  |
| 2007 (49ste editie) | Crónicas                                                           | Sebástian Cordero                                   |
| 2007 (49ste editie) | El violín                                                          | Francisco Vargas                                    |
| 2008 (50ste editie) | Stellet licht                                                      | Carlos Reygadas                                     |
| 2008 (50ste editie) | Cobrador: In God We Trust                                          | Paul Leduc                                          |
| 2008 (50ste editie) | Los ladrones viejos                                                | Everardo González                                   |
| 2009 (51ste editie) | Lake Tahoe                                                         | Fernando Eimbcke                                    |
| 2009 (51ste editie) | Intimidades de Shakespeare y Víctor Hugo                           | Yulene Olaizola                                     |
| 2009 (51ste editie) | Los herederos                                                      | Eugenio Polgovsky                                   |
| 2009 (51ste editie) | Voy a explotar                                                     | Gerardo Naranjo                                     |
| 2010 (52ste editie) | Cinco días sin Nora                                                | Mariana Chenillo                                    |
| 2010 (52ste editie) | Corazón del tiempo                                                 | Alberto Cortés                                      |
| 2010 (52ste editie) | Norteado                                                           | Rigoberto Pérezcano                                 |
| 2011 (53ste editie) | El infierno                                                        | Luis Estrada                                        |
| 2011 (53ste editie) | Abel                                                               | Diego Luna                                          |
| 2011 (53ste editie) | Chicogrande                                                        | Felipe Cazals                                       |
| 2012 (54ste editie) | Pastorela                                                          | Emilio Portes                                       |
| 2012 (54ste editie) | Miss Bala                                                          | Gerardo Naranjo                                     |
| 2012 (54ste editie) | Días de gracia                                                     | Everardo Gout                                       |
| 2013 (55ste editie) | El premio                                                          | Paula Markovitch                                    |
| 2013 (55ste editie) | La demora                                                          | Rodrigo Plá                                         |
| 2013 (55ste editie) | Los últimos cristeros                                              | Matías Meyer                                        |
| 2014 (56ste editie) | La jaula de oro                                                    | Diego Quemada-Diez                                  |
| 2014 (56ste editie) | Club Sandwich                                                      | Fernardo Eimbcke                                    |
| 2014 (56ste editie) | Heli                                                               | Amat Escalante                                      |
| 2014 (56ste editie) | Los insólitos peces gato                                           | Claudia Sainte-Luce                                 |
| 2014 (56ste editie) | No quiero dormir sola                                              | Natalia Beristáin                                   |
| 2015 (57ste editie) | Güeros                                                             | Alonso Ruizpalacios                                 |
| 2015 (57ste editie) | Carmín tropical                                                    | Rigoberto Pérezcano                                 |
| 2015 (57ste editie) | Guten Tag, Ramón                                                   | Jorge Ramírez-Suárez                                |
| 2015 (57ste editie) | La dictadura perfecta                                              | Luis Estrada                                        |
| 2015 (57ste editie) | Las oscuras primaveras                                             | Ernesto Contreras                                   |
| 2016 (58ste editie) | Las elegidas                                                       | David Pablos                                        |
| 2016 (58ste editie) | 600 millas                                                         | Gabriel Ripstein                                    |
| 2016 (58ste editie) | Gloria                                                             | Christian Keller                                    |
| 2016 (58ste editie) | La delgada línea amarilla                                          | Celso R. García                                     |
| 2016 (58ste editie) | Un monstruo de mil cabezas                                         | Rodrigo Plá                                         |
| 2017 (59ste editie) | La 4ª Compañía                                                     | Amir Galván, Mitzi Vanessa Arreola                  |
| 2017 (59ste editie) | Bellas de noche                                                    | María José Cuevas                                   |
| 2017 (59ste editie) | Desierto                                                           | Jonás Cuarón                                        |
| 2017 (59ste editie) | Desde allá                                                         | Lorenzo Vigas                                       |
| 2017 (59ste editie) | El sueño del Mara'akame                                            | Federico Cecchetti                                  |
| 2017 (59ste editie) | Tempestad                                                          | Tatiana Huezo                                       |
| 2017 (59ste editie) | Me estás matando Susana                                            | Roberto Sneider                                     |
| 2018 (60ste editie) | Sueño en otro idioma                                               | Ernesto Contreras                                   |
| 2018 (60ste editie) | Batallas Íntimas                                                   | Lucía Gajá                                          |
| 2018 (60ste editie) | La libertad del diablo                                             | Everardo González                                   |
| 2018 (60ste editie) | La región salvaje                                                  | Amat Escalante                                      |
| 2018 (60ste editie) | Tiempo compartido                                                  | Sebastián Hofmann                                   |
| 2019 (61ste editie) | Roma                                                               | Alfonso Cuarón                                      |
| 2019 (61ste editie) | La camarista                                                       | Lila Avilés                                         |
| 2019 (61ste editie) | Las niñas bien                                                     | Alejandra Márquez Abella                            |
| 2019 (61ste editie) | Museo                                                              | Alonso Ruizpalacios                                 |
| 2019 (61ste editie) | Nuestro tiempo                                                     | Carlos Reygadas                                     |
| 2020 (62ste editie) | Ya no estoy aquí                                                   | Fernando Frías de la Parra                          |
| 2020 (62ste editie) | Asfixia                                                            | Kenya Márquez                                       |
| 2020 (62ste editie) | Cómprame un revólver                                               | Julio Hernández Cordón                              |
| 2020 (62ste editie) | Esto no es Berlín                                                  | Hari Sama                                           |
| 2020 (62ste editie) | Polvo                                                              | José María Yazpik                                   |
| 2021 (63ste editie) | Sin señas particulares                                             | Fernanda Valadez                                    |
| 2021 (63ste editie) | El baile de los 41                                                 | David Pablos                                        |
| 2021 (63ste editie) | Las tres muertes de Marisela Escobedo                              | Carlos Pérez Osorio                                 |
| 2021 (63ste editie) | Los lobos                                                          | Samuel Kishi                                        |
| 2021 (63ste editie) | Selva trágica                                                      | Yulene Olaizola                                     |
| 2022 (64ste editie) | Noche de fuego                                                     | Tatiana Huezo                                       |
| 2022 (64ste editie) | Cosas imposibles                                                   | Ernesto Contreras                                   |
| 2022 (64ste editie) | El otro Tom                                                        | Rodrigo Plá, Laura Santullo                         |
| 2022 (64ste editie) | Nudo mixteco                                                       | Ángeles Cruz                                        |
| 2022 (64ste editie) | Una película de policías                                           | Alonso Ruizpalacios                                 |